# Smaug (draak)

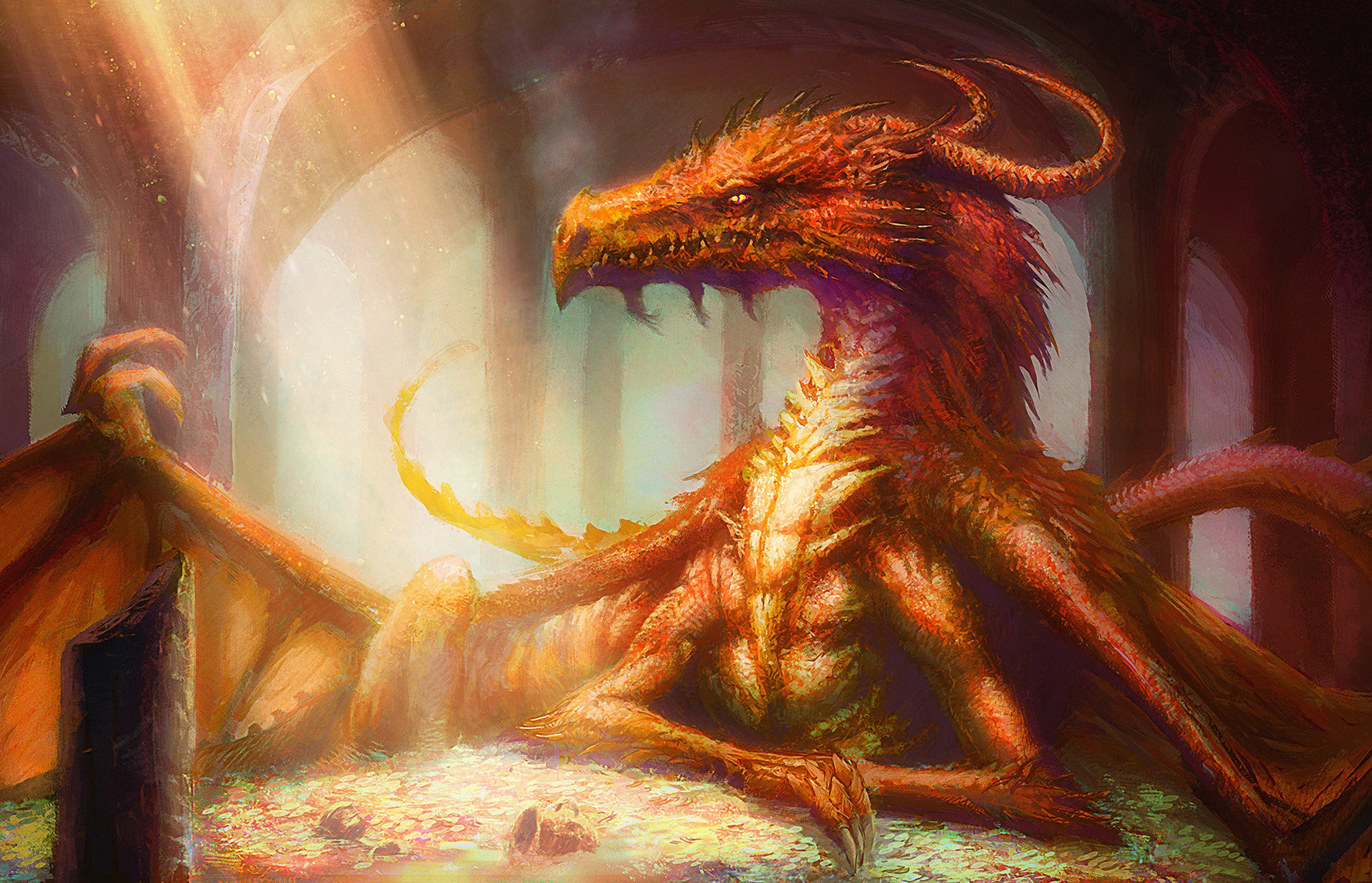
Smaug (fan art).

Smaug is in het boek De Hobbit van J.R.R. Tolkien de draak die de gestolen schat van de Dwergen bewaakt in de berg Erebor.
Smaug was een vliegende vuurdraak. Aan het einde van het boek wordt hij verslagen door de boogschutter, Bard, die aan het Lange Meer woont. Smaugs schubben vormen een pantser voor hem. Maar Bard raakte hem op de plek waar hij een schub miste, en Smaug viel in het meer. De dwergen krijgen hun schat terug, hoewel de dwergenvorst Thorin Eikenschild omkomt en Bilbo als beloning een deel meekrijgt (onder andere een maliënkolder van mithril).
De naam Smaug is een woordspeling op de Engelse woorden smoke (rook) en fog (mist). Het was echter een Angelsaksische spreuk die bij Tolkien de doorslag gaf om de draak deze naam te geven: wid smeogan wyrme. Dit kan vertaald worden als "tegen de indringende worm".
Het hagedissengeslacht Smaug is naar deze draak vernoemd. Onder andere de reuzengordelstaarthagedis behoort tot deze groep van reptielen.